# Sony Music Latin
Sony Music Entertainment US Latin LLC (souvent appelé Sony Music Latin) est un label discographique américain appartenant à Sony Music Entertainment. Le label est spécialisé dans les artistes de musique latine.

## Histoire
En 1979, CBS Records (plus tard Columbia Records) met fin à son partenariat avec Caytronics après onze ans de distribution. CBS créée sa propre division pour la musique latine en 1980, appelée CBS Discos (également connue sous le nom de Discos CBS). En 1988, CBS Records est acquis par Sony et sa division latine est renommée Sony Discos en 1991. En 2003, Sony Discos est renommé Sony Norte, à la suite du départ de l'ancien président de Sony Discos, Oscar Llord.
Un an plus tard, Bertelsmann Music Group (BMG) fusionne avec Sony Music et Sony Norte est renommé Sony BMG Norte. Après que BMG ait vendu ses actifs en 2008, Sony BMG Norte prend son nom actuel, Sony Music Latin, en 2009 . Alex Gallardo est l'actuel président de Sony Music Latin.

## Groupes et artistes

### Anciens
Ils comprennent : Aleks Syntek, Alejandro Fernández, Alexis y Fido, Amaia Montero, Banda Culiacancito, Banda Machos, Beatriz Luengo, Camilo (plus tard chez Sony Music Mexico), Chambao, Celia Cruz (Sony Discos), Charlie Masso, Cumbre Norteña, Da' Zoo, Daddy Yankee, Danny Rivera, Eddie Santiago (Sony Discos), El Canto del Loc, El Compa Chuy, El Compa Sacra, El Ultimo Razo, El Gran Combo de Puerto Rico, Estopa, Elvis Crespo, Fito Páez, Grupo Manía (Sony Discos), Grupo Escolta, Gustavo Cerati, Gusttavo Lima, Ha*Ash, Hombres G, Huk, Intocable, Ivy Queen (Sony Discos), Jaci Velasquez (Sony Discos), Jerry Rivera, Joel Pimentel, Jorge Celedón y Jimmy Zambrano (actuellement chez Sony Music Colombia), José Feliciano, Julieta Venegas, Julio Reyes, Juan Gabriel, Juan Magán, Kalimba, La 5a Estación, La Adictiva Banda San José de Mesillas, La Mafia, Leonel García, Los Buitres de Cuilacan Sinaloa, Los Cuates de Sinaloa, La Oreja de Van Gogh, Los Originales de San Juan, Los Pikadientes de Caborca, Los Reyes de Arranque, Luis Enrique (Sony Discos), Lourdes Robles, Lunna, Martin Castillo, Mennores, NG2, Noel Schajris, Noel Torres, NOTA, Oscar D'León, Pandora, Pitbull, Playa Limbo, Raphael, Revolver Cannabis, Reyli Barba, Rey Ruiz (Sony Discos), Roberto Carlos, Rocío Dúrcal, Santiago Cruz, Sophy, Sheryl Rubio, Son by Four, Tempo, Uff, Toby Love, Vázquez Sounds, Vicente Fernández, Vicentico, Voltio, Yanni, Yolandita Monge, Yomo, et Yuridia.